# Nazionale olimpica di calcio dell'Egitto
La nazionale olimpica egiziana di calcio è la rappresentativa calcistica dell'Egitto che rappresenta l'omonimo stato ai Giochi olimpici.

## Statistiche dettagliate sui tornei internazionali

### Giochi olimpici
| Anno | Luogo             | Piazzamento      | V | N | P | Gol   |
| ---- | ----------------- | ---------------- | - | - | - | ----- |
| 1952 | Helsinki          | Ottavi di finale | 1 | 0 | 1 | 6:7   |
| 1956 | Melbourne         | Ritirata         | - | - | - | -     |
| 1960 | Roma              | Primo turno      | 0 | 1 | 2 | 4:11  |
| 1964 | Tokyo             | Quarto posto     | 2 | 1 | 3 | 18:16 |
| 1968 | Città del Messico | Ritirata         | - | - | - | -     |
| 1972 | Monaco di Baviera | Non qualificata  | - | - | - | -     |
| 1976 | Montréal          | Non qualificata  | - | - | - | -     |
| 1980 | Mosca             | Ritirata         | - | - | - | -     |
| 1984 | Los Angeles       | Quarti di finale | 1 | 1 | 2 | 5:5   |
| 1988 | Seul              | Non qualificata  | - | - | - | -     |
| 1992 | Barcellona        | Primo turno      | 1 | 0 | 2 | 4:6   |
| 1996 | Atlanta           | Non qualificata  | - | - | - | -     |
| 2000 | Sydney            | Non qualificata  | - | - | - | -     |
| 2004 | Atene             | Non qualificata  | - | - | - | -     |
| 2008 | Pechino           | Non qualificata  | - | - | - | -     |
| 2012 | Londra            | Quarti di finale | 1 | 1 | 2 | 6:8   |
| 2016 | Rio de Janeiro    | Non qualificata  | - | - | - | -     |
| 2020 | Tokyo             | Quarti di finale | 1 | 1 | 2 | 2:2   |
| 2024 | Parigi            | Quarto posto     | 2 | 2 | 2 | 5:11  |

## Tutte le rose

### Giochi olimpici
Calcio ai Giochi Olimpici Estivi 19521 Hemaida, 2 Katou, 3 El-Dali, 4 Moussa, 5 Kabil, 6 Abdallah, 7 Rashed, 8 Bastan, 9 Abdelmoula, 10 Jemei, 11 Saleh, 12 Sedki, 13 El-Dhizui, 14 El-Hamouli, 15 El-Far, 16 El-Sayed, 17 El-Mekkawi, 18 Ad-Diba, 19 Bahig, 20 El-Attiyah, CT: Jones
Calcio ai Giochi Olimpici Estivi 1960P Heikal, P Khorshid, D Badawi, D El-Esnawi, D El-Hamouli, D Hussain, D Rifai, C Abdelfattah, C El-Fanagili, C Kotb, C S. Selim, A Attia, A El-Gohary, A El-Sherbini, A Hussein, A Noshi, A Nosseir, A A. Selim, CT: Titkos
Calcio ai Giochi Olimpici Estivi 19641 Korshed, 2 Redha, 3 Riyadh, 4 Nosseir, 5 Seddik, 6 Shahin, 7 El-Esnawi, 8 Gad, 9 Darwish, 10 Hussain, 11 Attia, 12 El-Fanagili, 13 Hassan, 14 El-Sayed, 15 El-Sherbini, 16 Ismail, 17 Kotb, 18 Etman, 19 Abdelfattah, 20 El-Tabbakh, CT: Vandler
Calcio ai Giochi Olimpici Estivi 19841 El-Maamour, 2 El Manzalawy, 3 Yassin, 4 Saleh, 5 Youssef, 6 Sedki, 7 Abdou, 8 Gharib, 9 Abdelghani, 10 Al-Khatib, 11 Soliman, 12 Abouzaid, 13 Hamed, 14 Helmi, 15 Omar, 16 Nabil, 17 El Noamany, CT: Fathi
Calcio ai Giochi Olimpici Estivi 19921 El-Sayed, 2 El-Manzalawy, 3 Abdelhamid, 4 El-Ghandour, 5 Abouelw, 6 El-Sheshini, 7 Khaled, 8 Khashaba, 9 Ibrahim, 10 Abougreisha, 11 Rayan, 12 Deyab, 13 Abdelrazik, 14 Sadek, 15 Khafaga, 16 Sakr, 17 El-Noamany, 18 Abdelaty, 19 Salam, 20 El-Masry, CT: Ahmed
Calcio ai Giochi Olimpici Estivi 20121 A. El-Shenawy, 2 Alaa, 3 Fathi, 4 Gaber, 5 Aboutreika, 6 Hegazy, 7 Fathi, 8 Ahmed, 9 Mohsen, 10 Meteab, 11 Salah, 12 Ramadan, 13 Gomaa, 14 Hassan, 15 Samir, 16 Magdi, 17 Elneny, 18 Bassam, CT: Ramzy
Calcio ai Giochi Olimpici Estivi 20201 El Shenawy, 2 A. Hamdy, 3 Fouad, 4 Galal, 5 Abdel Salam, 6 Hegazy, 7 Mohsen, 8 Maher, 9 Taher, 10 R. Sobhi, 11 Adel, 12 Tawfik, 13 El Eraki, 14 Rayyan, 15 Ashour, 16 Gad, 17 Ramadan, 18 M. Hamdy, 19 Magdy, 20 Abou El Fotouh, 21 Mansi, 22 M. Sobhy, CT: Gharib
Calcio ai Giochi Olimpici Estivi 20241 Alaa, 2 Fayed, 3 Atef, 4 Eid, 5 Abdelmaguid, 6 Shehata, 7 Saber, 8 Kamal, 9 Faisal, 10 Adel, 11 Saad, 12 Koka, 13 El Debes, 14 Zizo, 15 Tarek, 16 El Gabry, 17 Elneny, 18 Mazhar, 19 Hamdy, 20 Sayed, 21 El Maghrabi, 22 Seha, CT: Micale
NOTA: Per le informazioni sulle rose precedenti al 1952 visionare la pagina della Nazionale maggiore.